# 梅奥尔望远镜

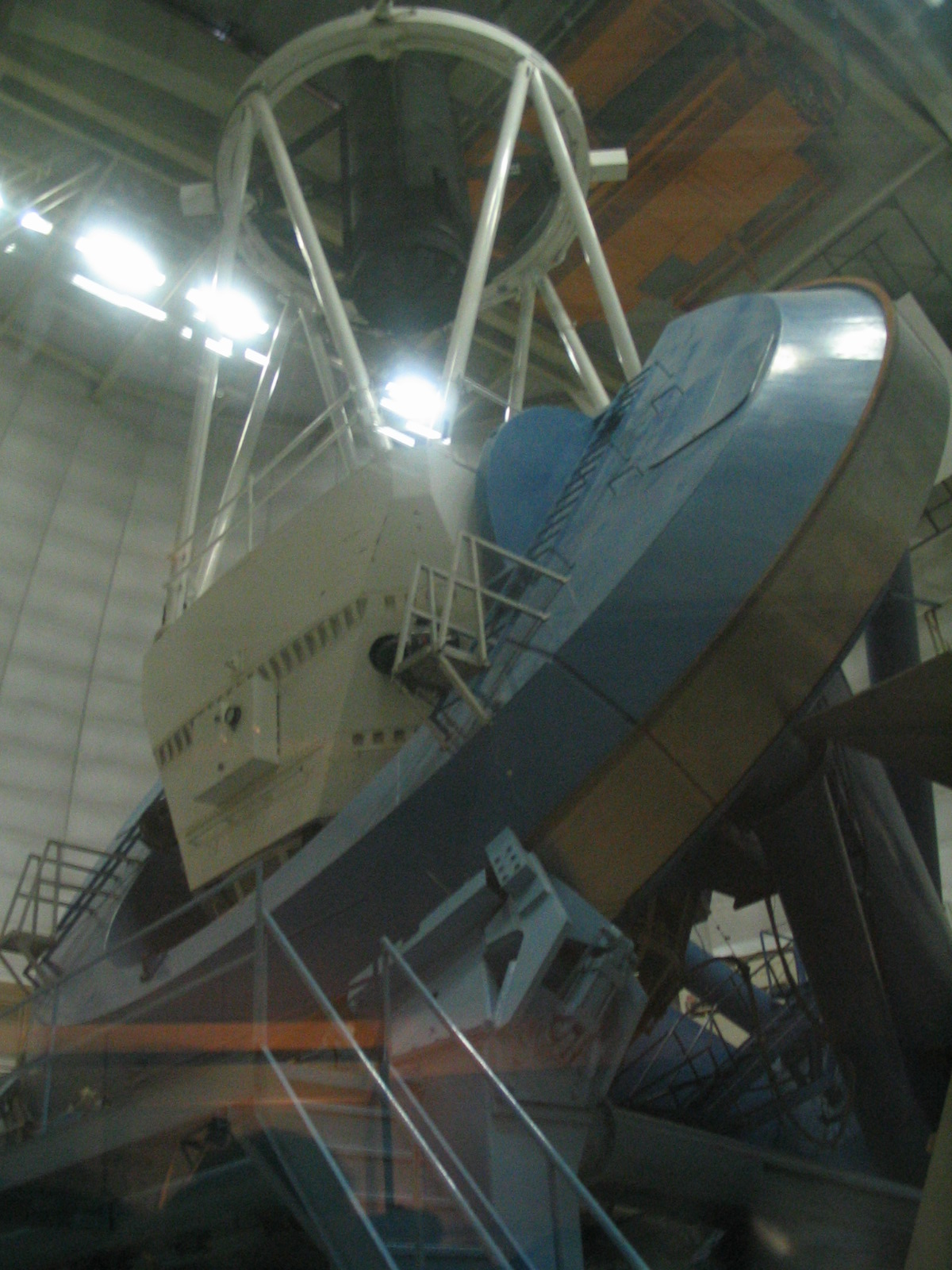
梅奥尔望远镜

梅奥尔望远镜（Mayall Telescope）是位于美国亚利桑那州基特峰国立天文台的一架4米口径光学望远镜，是基特峰上口径最大的一台望远镜。该望远镜建成于1973年2月27日，耗资1,000万美元。在同年6月20日举行的望远镜命名典礼上，美国国家科学基金会的会长宣布这台望远镜以曾在1960－1970年期间担任基特峰国立天文台台长的尼可拉斯·梅奥尔（Nicholas Mayall）博士的名字命名。

## 外部連結
- The Mayall 4m Telescope （页面存档备份，存于） - official site.